# Frasnes-lez-Anvaing
Pour les articles homonymes, voir Frasnes.
Frasnes-lez-Anvaing (prononcé [fʁan.le.ɑ̃.vɛ̃] — en picard : Frîn·ne-d'léz-Anving) est une commune francophone de Belgique située en Région wallonne dans la province de Hainaut.
Ville jumelée avec Monts (Touraine, France)

## Géographie

### Situation
La commune se situe entre les communes d'Ath, Celles, Ellezelles, Leuze-en-Hainaut, Mont-de-l'Enclus, Renaix et Tournai. Sa superficie est de 11 242 hectares et son altitude entre 20 et 137,5 mètres. La commune fait partie de la province de Hainaut, arrondissement d'Ath, pour l'administratif et de l'arrondissement de Tournai pour le judiciaire.

### Hydrologie
La Rhosnes, un affluent de l’Escaut, traverse l'ouest de l'entité.

### Sections
| #  | Nom                        | Superf. (km²) | Habitants (2020) | Habitants par km² | Code INS |
| -- | -------------------------- | ------------- | ---------------- | ----------------- | -------- |
| 1  | Frasnes-lez-Buissenal (II) | 19,56         | 2.987            | 153               | 51065A   |
| 2  | Œudeghien (XIV)            | 10,27         | 807              | 79                | 51065B   |
| 3  | Buissenal (XIII)           | 5,93          | 525              | 89                | 51065C   |
| 4  | Moustier (XII)             | 9,39          | 698              | 74                | 51065D   |
| 5  | Hacquegnies (XI)           | 7,45          | 434              | 58                | 51065E   |
| 6  | Herquegies (X)             | 2,94          | 296              | 101               | 51065F   |
| 7  | Montrœul-au-Bois (IX)      | 5,68          | 529              | 93                | 51065G   |
| 8  | Forest (VIII)              | 5,77          | 358              | 62                | 51065H   |
| 9  | Anvaing (I)                | 10,01         | 1.188            | 119               | 51065J   |
| 10 | Cordes (VII)               | 4,51          | 184              | 41                | 51065K   |
| 11 | Arc-Ainières (VI)          | 12,82         | 659              | 51                | 51065L   |
| 12 | Wattripont (V)             | 1,06          | 300              | 283               | 51065M   |
| 13 | Dergneau (IV)              | 4,69          | 1.014            | 216               | 51065N   |
| 14 | Saint-Sauveur (III)        | 12,81         | 1.854            | 145               | 51065P   |

### Autres villages

Frasnes-lez-Anvaing et ses anciens villages fusionnés en 1977. Les zones en jaune représentent les noyaux urbains.

- Ellignies-lez-Frasnes (XV)
- Arc (XVI)
- Ainières (XVII)

### Démographie
En tenant compte des anciennes communes entraînées dans la fusion de communes de 1977, on peut dresser l'évolution suivante :
Les chiffres des années 1831 à 1970 tiennent compte des chiffres des anciennes communes fusionnées.
- Source: DGS , de 1831 à 1981=recensements population; à partir de 1990 = nombre d'habitants chaque 1 janvier[3]

### Communes limitrophes
| Mont-de-l'Enclus, Renaix | Renaix              | Ellezelles, Lessines  |
| Celles, Tournai          | Frasnes-lez-Anvaing | Ath                   |
| Tournai                  | Leuze-en-Hainaut    | Ath, Leuze-en-Hainaut |

## Armoiries
|  | Blason de Frasnes-lez-Anvaing. Ce blason est celui des Saint-Genois, seigneurs de Frasnes, Dergneau et Buissenal de 1603 à la fin de l'Ancien Régime. Ce blason avait été accordé à Frasnes-lez-Buissenal en 1961. Blasonnement : De gueules au sautoir d'argent chargé d'un sautoir d'azur surchargé de cinq quintefeuilles d'argent. L'écu sommé d'une couronne à treize perles, dont trois relevées, et tenu par deux griffons d'or, lampassés de gueules. - Délibération communale : 10 mars 1977 - Arrêté royal : 8 juin 1979 Source du blasonnement : Lieve Viaene-Awouters et Ernest Warlop, Armoiries communales en Belgique, Communes wallonnes, bruxelloises et germanophones, t. 1 : Communes wallonnes A-L, Bruxelles, Dexia, 2002, p. 360-361 |

## Politique et administration

### Conseil et collège communal 2024-2030
Pour la période 2024-2030, une nouvelle majorité composée d'Ensemble Citoyens !, Frasnes-lez-Autrement et ECOLO a été formée. L'ancienne coalition MR-PS se retrouve désormais dans l'opposition. Le Bourgmestre élu est Jacques Dupire (EC!), suivi par les échevins Jacky Foucart (EC!), Amaury de Lannoy (EC!), Laure Bruyère (EC!), Vincent Duchateau (FLA) et Dominique Rombaut (ECOLO).
Ci-dessous, le tableau des résultats des élections communales de 2024.
| Parti | Parti               | Voix (2024) | Voix (2018) | % (2024) | % (2018) | +/-    | Sièges  | +/-  | Collège |
| ----- | ------------------- | ----------- | ----------- | -------- | -------- | ------ | ------- | ---- | ------- |
|       | ECOLO               | 623         | 900         | 7,99%    | 11,54%   | 3.55 % | 1 / 23  | 1.0  | Oui     |
|       | PS                  | 1.174       | 1.435       | 15,05%   | 18,40%   | 3.35 % | 3 / 23  | 0.0  | Non     |
|       | MR                  | 2.122       | 4.377       | 27,21%   | 56,11%   | 28.9 % | 7 / 23  | 7.0  | Non     |
|       | Ensemble Citoyens ! | 3.121       | -           | 40,01%   | -        | 0.0 %  | 11 / 23 | 11.0 | Oui     |
|       | F.L.A.              | 760         | -           | 9,74%    | -        | 0.0 %  | 1 / 23  | 1.0  | Oui     |
|       | H. CITOYEN          | -           | 1.089       | -        | 13,96%   | 0.0 %  | - / 23  | 2.0  | Non     |
| Total | Total               | 7 800       | 7 801       | 100 %    | 100 %    |        | 23      |      |         |

| Collège communal   |                           |                       |
| ------------------ | ------------------------- | --------------------- |
| Bourgmestre        | Jacques Dupire            | Ensemble Citoyens !   |
| 1er Échevin        | Jacky Foucart             | Ensemble Citoyens !   |
| 2e Échevin         | Amaury de Lannoy          | Ensemble Citoyens !   |
| 3e Échevine        | Laure Bruyère             | Ensemble Citoyens !   |
| 4e Échevin         | Vincent Duchâteau         | Frasnes-lez-Autrement |
| 5e Échevine        | Dominique Rombaut         | Ecolo                 |
| Présidente du CPAS | Charlotte Parez-De Graeve | Ensemble Citoyens !   |

### Jumelages
| Ville | Ville         | Pays | Pays     | Période     |
| ----- | ------------- | ---- | -------- | ----------- |
|       | Boskovice     |      | Tchéquie |             |
|       | Monts         |      | France   | depuis 2001 |
|       | Saint-Georges |      | Canada   | depuis 2016 |

## Culture et patrimoine

### Lieux touristiques et monuments

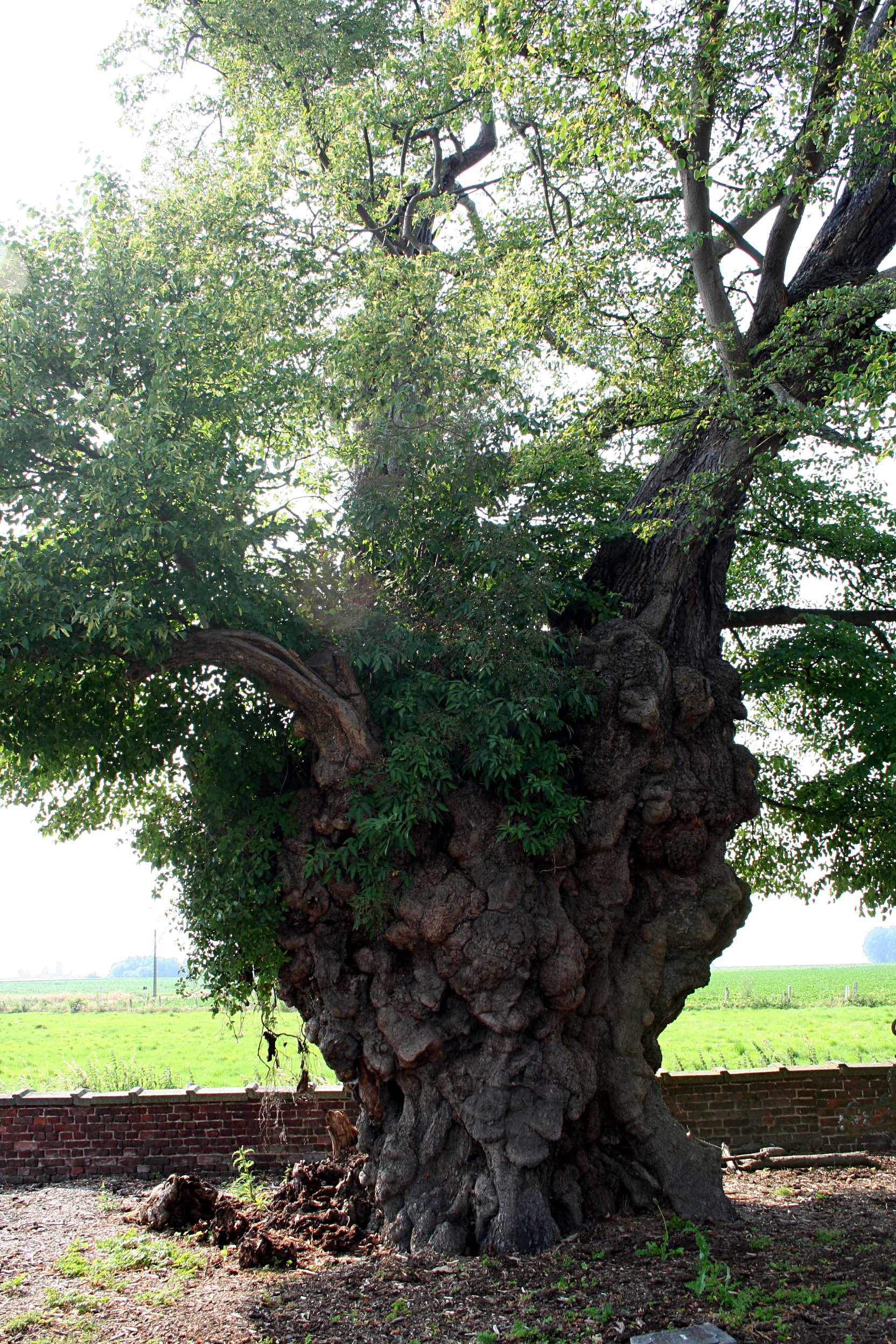
Le tilleul multiséculaire renversé par la tempête du 11 avril 2007.

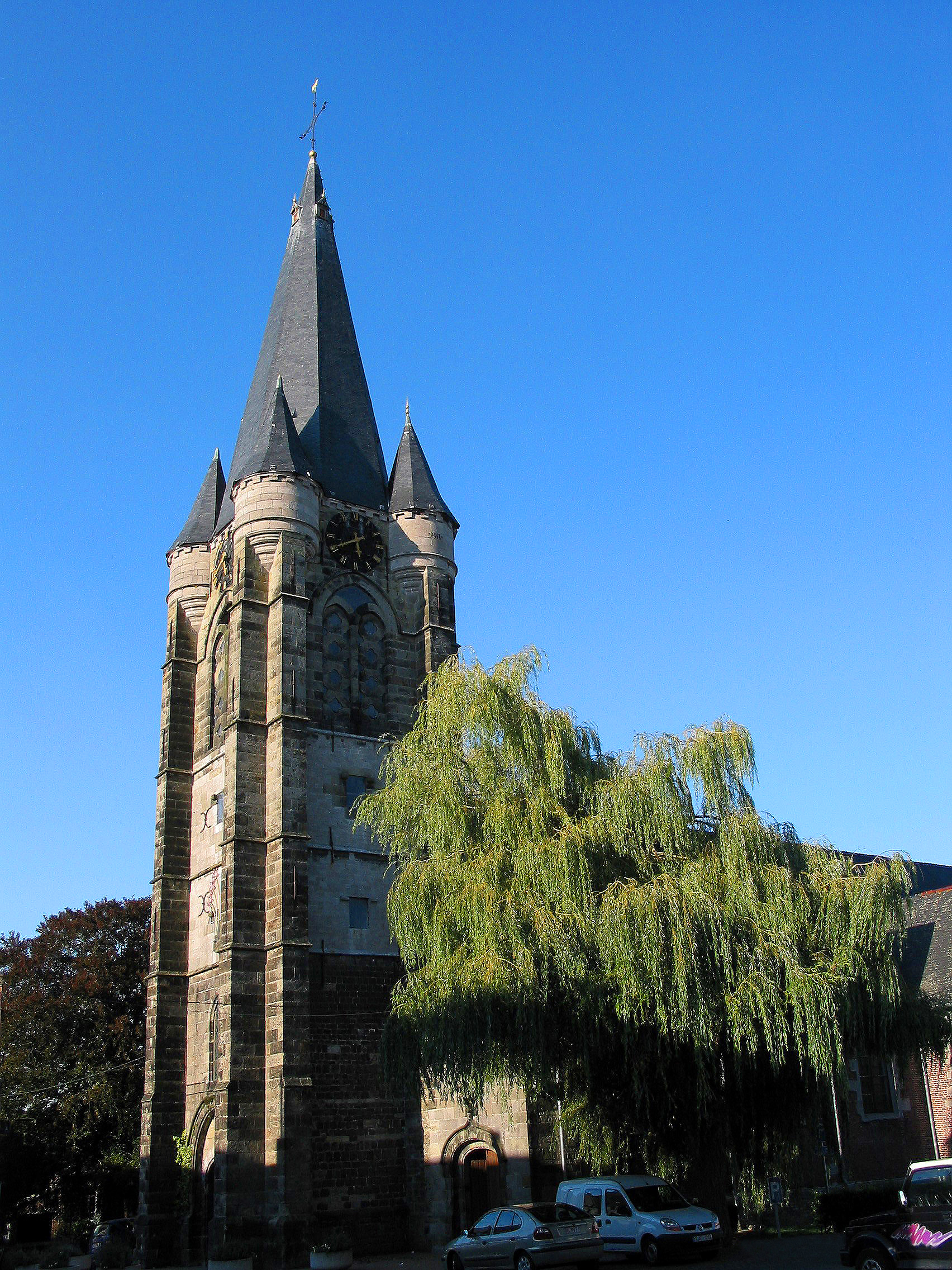
L’église Saint-Martin.

Nichée au cœur du magnifique cadre du Pays des collines, la commune dispose de nombreux attraits touristiques. Les promenades-découvertes balisées à travers les différents villages permettent de découvrir simultanément paysages et monuments.
Le château d'Anvaing est le lieu historique où fut signée la capitulation de l'armée belge le 28 mai 1940. Le château actuel, reconstruit en 1561 et ayant subi d'importantes modifications en 1800, est classé, ainsi que ses jardins à la française du début du XVIIIe siècle. Chaque dernier vendredi du mois d'août s'y déroule une représentation théâtrale en plein air.
Les nombreux gîtes ruraux et gîtes à la ferme permettent de se loger facilement. Cette commune compte aussi une dizaine de restaurants.
Au centre d'un sens giratoire se situe une sculpture formée d'un morceau de sucre géant chevauché par des fourmis tout aussi disproportionnées
Le Centre culturel du Pays des Collines propose des activités culturelles diverses (concerts, expositions, spectacles, etc.) sur l’ensemble du Pays des Collines (Commune d’Ellezelles, de Frasnes-lez-Anvaing et de Mont de l’Enclus).
L'asinerie du Pays des Collines, seul endroit en Belgique où l'on produit du lait d'ânesse, se situe dans une bâtisse qui se nomme le château des Mottes. Selon la légende, Charles Quint y aurait séjourné une nuit.
À Arc-Ainières se trouvait un tilleul multiséculaire, dont l'âge était estimé à 500 ans lors de sa chute, le vendredi 11 mai 2007, à la suite d'un violent coup de vent.
Jusqu'à sa fermeture en 2014 se trouvait un petit musée, la maison du sucre, qui accueillait aussi une copie des torques celtiques découverts dans le bois de Martimont en 1864. Ces copies sont désormais exposées à l'hôtel de ville, les originaux sont quant à eux exposés au Metropolitan Museum of Art. L'ancienne gare qui accueillait le musée abrite désormais les services du centre public d'action sociale de la commune.